# Sankeshwar
Sankeshwar är en ort i Indien.   Den ligger i distriktet Belgaum och delstaten Karnataka, i den sydvästra delen av landet, 1 400 km söder om huvudstaden New Delhi. Sankeshwar ligger 638 meter över havet och antalet invånare är 34 549.
Terrängen runt Sankeshwar är platt. Runt Sankeshwar är det tätbefolkat, med 397 invånare per kvadratkilometer. Närmaste större samhälle är Nipāni, 19,0 km nordväst om Sankeshwar. Trakten runt Sankeshwar består till största delen av jordbruksmark.